# CC-11
La voie rapide CC-11 est une autoroute urbaine qui pénètre Cáceres par le nord en venant de Plasencia.
Elle double la N-630 jusqu'au centre ville
D'une longueur de 5 km, elle relie l'A-66 à la rocade nord de la ville (N-521)

## Tracé
- Elle se déconnecte de l'autoroute par un giratoire au-dessus de l'A-66 et se termine au croisement avec la variante nord de Cáceres (N-521)  qui entoure la ville.

## Sorties
| Numéro de la sortie | Nom de la sortie                                                                     | Bifurcation       |
| ------------------- | ------------------------------------------------------------------------------------ | ----------------- |
|                     | Salamanque - Leon Mérida - Séville                                                   | A-66              |
|                     | Zone industrielle Las Capellanias                                                    |                   |
|                     | Accès Nord Zone industrielle Las Capellanias                                         |                   |
|                     | Accès Sud Zone industrielle Las Capellanias Urbanisation Olivar de Los Frailes       |                   |
|                     | Cáceres Nord - Trujillo A-58 Cáceres Centre - Cáceres-Avenida de La Ruta de la Plata | Ronda Norte N-630 |

### Référence
- Nomenclature